# Шейко Михайло Пилипович
Михайло Пилипович Шейко (1900, село Федорівка Полтавського повіту Полтавської губернії, тепер у складі Чутівської селищної ради Чутівського району Полтавської області — ?) — український радянський діяч, голова виконавчого комітету Миргородської районної ради депутатів трудящих Полтавської області. Депутат Верховної Ради УРСР 3—5-го скликань.

## Біографія
Народився в родині селянина-бідняка. Трудову діяльність розпочав наймитом у заможних селян.
У 1920-х роках — голова комітету незаможних селян села Федорівки; голова Федорівської сільської ради депутатів трудящих Чутівського району на Полтавщині.
Член ВКП(б) з 1930 року.
З 1930 року — голова Чутівської районної спілки споживчих товариств (райспоживспілки). У 1939—1941 роках — заступник директора спиртового заводу імені Артема Чутівського району Полтавської області; директор Гримайлівської групи спиртових заводів Тернопільської області.
Під час німецько-радянської війни був евакуйований у східні райони СРСР. Працював на господарській роботі в місті Саратові.
У 1943—1948 роках — директор Кибинського спиртового заводу Миргородського району Полтавської області.
У 1948 — після 1960 року — голова виконавчого комітету Миргородської районної ради депутатів трудящих Полтавської області.

## Нагороди
- орден Трудового Червоного Прапора (26.02.1958)
- медалі